# ウェブビーコン
ウェブビーコン(web beacon)あるいはWebビーコンとは、ウェブバグ(web bug)とも呼ばれる、HTMLを利用したメールやウェブページの閲覧者を識別する仕組みのこと。

## HTMLメールにおけるウェブビーコン
受信者を識別する符号を付加した<img>要素を埋め込んだHTMLメールと、その符号を解釈するサーバ側のプログラムとで構成される。メールに埋め込まれた<img>要素を解釈・表示する際はサーバへのリクエストが生ずるが、付加された符号もそのリクエストとともにサーバに伝達される。それにより、サーバ側ではどの受信者がそのメールを表示したかを知ることができる。HTMLメールを送信したサーバ側に受信者の個人情報があれば、特定の個人の行動(メール閲覧)を把握することも技術的には可能である。
埋め込み対象となる<img>要素の実体となる画像はサイズ・種類等を問わない。しかし、受信者にこの仕掛けがあることを悟られないようにするために使用される画像としてクリアGIFと呼ばれる縦横共に1ピクセルの透明色GIFファイルが使われることがある。また、同様のものはアンカー要素に仕掛けることも可能であり、これはHTMLメールに限らず利用され、受信者が明示的にそのリンクをたどったときに機能する。
HTMLメールに使用した場合は送付先の電子メールアドレスでメールがきちんと閲覧されているかどうか確認することができる。
特定のメールアドレスの利用者の行動を対象者に知られることなく把握できる技術であり、プライバシーに敏感な人からは反感を買っている。スパム送信者も同様に、有効なアドレスを識別するために利用している（スパムビーコンと呼ばれる）。スパムビーコンへの対策として、イメージブロックがある。これは、電子メールクライアントやWebメールにおいて、メールに添付された画像を自動的に表示させないなどの制限を掛ける対策機能である。
現在のセキュリティソフトの中にはこれを防御するため、HTMLメール中に記述された画像を直ぐには開かない仕組みになっている物が多い。Outlook ExpressなどのHTMLメール対応電子メールクライアントも初期設定ではいきなり画像を表示しないようになっているものが多い。

## ウェブページにおけるウェブビーコン
ウェブビーコンはウェブページに使用した場合、第三者がそのページのアクセス状況を把握することが可能であり、かつ複数のサーバにまたがり閲覧動向を監視できる可能性がある技術である。
ユーザーの過去の閲覧ページの情報を収集するGoogle Analyticsなどのアクセス解析などに用いられ、得られた性別年齢などの属性情報は、アドネットワークを通じた行動ターゲティング広告をはじめとするインターネット広告の配信に反映される。なお、いいね!ボタンを含むソーシャルボタンもウェブビーコンの一種に含まれる。

これに対し、最近では、ウェブビーコンを埋め込まなくともサーバの機能として閲覧者をドメイン程度まで特定できるのが一般的である。

またそれらは、サーバ内でのページ閲覧動向を監視することが出来るようになっている。詳細はサイト内での行動分析も参照。